# ميكانيكا تحليلية
في الفيزياء النظرية والفيزياء الرياضية، الميكانيكا التحليلية أو الميكانيكا النظرية هي فرع من فروع الميكانيكا،  وهي مجموعة من الصيغ البديلة التي لها صلة وثيقة بالميكانيكا الكلاسيكية. أثبتت الميكانيكا التحليلية أنها أداة مهمة جدا في الفيزياء النظرية. ولا سيما ميكانيكا الكم التي يتم استعارتها بشكل هائل لصياغة الميكانيكا التحليلية.
وعلى النقيض من ميكانيكا إسحاق نيوتن القائمة على مفهوم النقطة المادية، تبحث الميكانيكا التحليلية عن الأنظمة المعقدة بشكل تعسفي، وتدرس تطور درجات حريتهم في ما يسمى بمساحة التهيئة.
يتم استنباط قوانين الحركة من مبدأ متنوع، والذي يطبق على كمية تسمى الشغل، ويعطي مبدأ الشغل الأقل. الذي ينص على أنه من بين جميع المسارات الممكنة لتوصيل نقطتين من مساحة التهيئة، فإن ذلك الذي يعطيه النظام بالفعل هو الذي يعطي قيمة قصوى للشغل.

## ميكانيكا لاغرانجيان
أعطيت بالفعل نقطتين A و B من مساحة التهيئة والمسار {\displaystyle }، بيانات النقطة C على هذا المسار تكشف عن مسارين وسيطين {\displaystyle } و {\displaystyle }. يتم اجتياز هذين المسارين بشكل فعال، ويجب بالضرورة إعطاء قيمة قصوى للشغل من أجل نقطة البداية والنهاية الخاصة بكل منهما. سيكون مجموع هاذين الشغلين متطرفًا فيما يتعلق بجميع المسارات المحتملة بين A وB المارة من C، مما يشير إلى أن مجموع الأشغال بين A و C من جهة، و C و B من جهة أخرى يساوي شغل المسار المناظر بين A و B المار من C:
{\displaystyle {\mathcal {S}}_{T_{A\rightarrow B}}={\mathcal {S}}_{T_{A\rightarrow C}}+{\mathcal {S}}_{T_{C\rightarrow B}}}.
وبتطبيق هذا المنطق على ما لا نهائية من النقاط الموزعة على مسارين يربطان النقطة A و B، يمكننا كتابة الشغل كما يلي:
{\displaystyle {\mathcal {S}}_{T_{A\rightarrow B}}=\int _{A}^{B}{\mathcal {L}}(s)\,\mathrm {d} s}
حيث s هو موضع النظام في مساحة التهيئة، وds هو عنصر من عناصر متناهية في الصغر للانتقال على مسار معين. {\displaystyle } هو ما يطلق عليه لاغرانجيان، الذي سمي على اسم الفيزيائي الفرنسي جوزيف لويس لاغرانج. لا تعتمد على مسار ولكن فقط على الموضع في مساحة التهيئة.

## ملاحظة
1. ↑  Lanczos، Cornelius (1970). The variational principles of mechanics (ط. 4th). New York: Dover Publications Inc. Introduction, pp. xxi–xxix. ISBN:0-486-65067-7. مؤرشف من الأصل في 2020-04-24.
2. ↑  Analytical Mechanics, L.N. Hand, J.D. Finch, Cambridge University Press, 2008, (ردمك 978-0-521-57572-0)